# Castelo Inverquharity
O Castelo Inverquharity (em inglês:  Inverquharity Castle) é um castelo do século XV localizado em Kirriemuir, Angus, Escócia.

## História
A parte este do castelo foi demolida antes de 1884 sendo erigida a atual ala moderna no local desta. Em 1444 foi concedida uma licença a Alexander Ogilvy, 2º Lorde de Inverquharity para fortificar a sua habitação, colocando uma grade de ferro.
Encontra-se classificado na categoria "A" do "listed building" desde 11 de junho de 1971.